# Alice Castello
Alice Castello é uma comuna italiana da região do Piemonte, província de Vercelli, com cerca de 2.603 habitantes. Estende-se por uma área de 24,77 km², tendo uma densidade populacional de 108 hab/km². Faz fronteira com Borgo d'Ale, Cavaglià (BI), Roppolo (BI), Santhià, Tronzano Vercellese, Viverone (BI).

## Demografia
| Variação demográfica do município entre 1861 e 2011                               |
|                                                                                   |
| Fonte: Istituto Nazionale di Statistica (ISTAT) - Elaboração gráfica da Wikipedia |